# Trung tâm Thông tin Bắc Triều Tiên
Trung tâm Thông tin Bắc Triều Tiên (tiếng Hàn: 북한자료센터; Hanja: 北韓資料센터) là tổ chức trực thuộc Bộ Thống nhất chuyên thu thập và nghiên cứu nguồn tài liệu liên quan đến Cộng hòa Dân chủ Nhân dân Triều Tiên ở Hàn Quốc. Trung tâm này nằm trên tầng năm của Thư viện Quốc gia Hàn Quốc ở Seoul, có nguyên bộ sưu tập khổng lồ lên tới hơn 100.000 ấn phẩm và video của Bắc Triều Tiên, bao gồm mọi ấn bản của tờ Rodong Sinmun và toàn tập tác phẩm của cố lãnh đạo Kim Nhật Thành và Kim Jong-il. Bên cạnh công tác tuyên truyền chính trị, bộ sưu tập này còn bao gồm sách thiếu nhi, sách giáo khoa và các hiện vật hàng ngày. Trung tâm thu được những tài liệu này thông qua đầu mối liên lạc chính thức với Bình Nhưỡng hoặc mua lại từ Nga và Trung Quốc. Đây được coi là một trung tâm nghiên cứu hàng đầu về Bắc Triều Tiên dành cho giới nghiên cứu trong và ngoài Hàn Quốc.